# Moss (album)
Moss è il secondo album in studio della cantautrice e attrice americana Maya Hawke, pubblicato il 23 settembre 2022. È il seguito del suo album di debutto, accolto positivamente, Blush pubblicato nel 2020.
Il 29 giugno 2022, Hawke ha annunciato Moss insieme all'uscita del primo singolo Thérèse. Thérèse è stato ispirato da un dipinto di Balthus al Metropolitan Museum of Art chiamato "Thérèse Dreaming". Hawke si è identificata con la ragazza nel dipinto "Thérèse Dreaming" "che nella mia testa sono io" nel brano. Hawke ha citato l'album Folklore di Taylor Swift come ispirazione per il suono di Moss.
Secondo un comunicato stampa dell'etichetta Mom + Pop, Moss funge da "meditazione di Hawke sulla rinascita e l'accettazione".
Moss è stato pubblicato il 23 settembre 2022 nei formati download digitale, streaming, CD e LP in vinile. Una versione esclusiva dell'album è stato reso disponibile da Urban Outfitters come LP in vinile rosa traslucido. Un LP arancione traslucido è disponibile sul sito ufficiale di Maya Hawke.

## Tracce
1. Backup Plan – 3:17
2. Bloomed Into Blue – 3:25
3. Hiatus – 3:37
4. Sweet Tooth – 3:41
5. Crazy Kid (feat. Will Graefe) – 3:37
6. Luna Moth – 3:24
7. South Elroy – 3:13
8. Thérèse – 3:27
9. Sticky Little Words – 2:26
10. Over – 3:49
11. Restless Moon – 3:29
12. Driver – 3:25
13. Mermaid Bar – 3:36